# 霍爾與奧茲
霍爾與奧茲（英語：Hall & Oates）是由戴瑞·霍爾（Daryl Hall）和約翰·奧茲（John Oates）組成的一個美国流行音樂樂團。他們活躍於1970年代後期和早期到20世紀80年代中期。他們結合了搖滾和節奏布魯斯樣式，並稱它為被稱為“搖滾和靈魂”。他們有六首歌位於告示牌100大排行榜中：“Rich Girl”，“Kiss on My List”，“Private Eyes”，“I Can't Go for That (No Can Do)”，“Maneater” ，樂隊已經於全球賣出8000萬張專輯。
1990年到達了他們音樂生涯的頂峰，然後慢慢淡出，不過他們仍未解散。總共計算，他們有34首單曲在美國告示牌100大排行榜中。截至2006年，霍爾與奧茲獲得7個美國唱片業協會（RIAA）的白金專輯及6個RIAA金專輯。

## 歌曲
- Sara Smile：（1976年再發售，全美國第4位。）
- She's Gone：（1976年，全美國第6位。）
- Rich Girl：（1977年3月26日至4月2日，2星期連續全美國No.1。）
- Kiss On My List：（1981年4月11日至4月25日，3星期連續全美國No.1，同年年間第7位。）
- You Make My Dreams：（1981年，全美國第5位。2009年為戀夏500日其中一首插曲。）
- Everytime You Go Away
- Private Eyes：（1981年11月7日至11月14日，2星期連續全美國No.1。）
- I Can't Go For That (No Can Do)：（1982年1月30日全美國No.1。）
- Did It In A Minute：（1982年，全美國第9位）
- Maneater：（1982年12月18日至1983年1月8日，4星期連續全美國No.1，1983年年間第7位）
- One On One：（1983年，全美國第7位）
- Family Man：（1983年，全美國第6位）
- Say It Isn't So：（1983年12月17日至1984年1月7日，4星期連續全美國第2位。）
- Adult Education：（1984年，全美國第8位）
- Out Of Touch：（1984年12月8日至12月15日，2星期連續全美國No.1，1985年年間第6位。）
- Method Of Modern Love：（1985年，全美國第5位）
- Everything Your Heart Desires：（1988年，全美國第3位）

### 最新發行
- Hold On To Yourself ／ Romeo Is Bleeding ／ Promise Ain't Enough：（重灌版，取自於 "Marigold Sky" 專輯）